# کاچ
کاچ (به مجاری: Kács) روستاییست در شهرستان بورشود-آبااوی-زمپلن در کشور مجارستان. جمعیت این روستا در ۲۰۰۹، ۵۴۱ نفر بوده‌است.